# Skamandrios (Mond)
Skamandrios ist ein Mond des größten Jupiter-Trojaners (624) Hektor, welcher dem Planeten im Lagrange-Punkt L4 vorausläuft. Der mittlere Durchmesser des Mondes beträgt rund 12 Kilometer, was durchschnittlich etwa ein Zwanzigstel des Mutterasteroiden ausmacht.

## Entdeckung und Benennung
Skamandrios wurde am 16. Juli 2006 von einem Astronomenteam bestehend aus Franck Marchis, Michael H. Wong, Jérôme Berthier, Pascal Descamps, Daniel Hestroffer, Frédéric Vachier, D. Le Mignant und I. de Pater unter Verwendung adaptiver Optik mit dem 10-m-Keck-Teleskop II auf dem Mauna Kea auf Hawaii entdeckt.
Der Mond ist bislang der einzige von den vier bislang gefundenen Trojanermonden, der vergleichsweise klein und somit nicht Teil eines Doppelsystems ist und daher einen «echten» Mond darstellt, im Gegensatz etwa zum System (617) Patroclus/Menoetius. Da letzteres System wie auch die Systeme von (17365) Thymbraeus und (29314) Eurydamas Doppelsysteme sind, kann Hektors Mond zudem auch als erstentdeckter Trojanermond gelten. Er ist bislang auch der einzige bekannte natürliche Begleiter der L4-Trojaner, der sog. «griechischen Gruppe». Die Entdeckung wurde am 21. Juli 2006 bekanntgegeben; der Mond erhielt die vorläufige Bezeichnung S/2006 (624) 1.
Im März 2017 wurde der Mond offiziell nach Skamandrios aus der griechischen Mythologie benannt. Der von Artemis ausgebildete Jäger kämpfte im Trojanischen Krieg auf Seiten Trojas gegen die Achaier, wurde jedoch bereits in der ersten Schlacht von Menelaos getötet.
Seit der Entdeckung 2006 wurden Skamandrios und Hektor mehrfach durch erdgebundene Teleskope sowie Hektor 1993 vom Hubble-Weltraumteleskop beobachtet, wobei der Mond aufgrund der zu geringen Auflösung nicht gefunden werden konnte. Im November 2011 bestätigten Beobachtungen mit dem Keck-Teleskop die Bahndaten des Mondes.
Die Aufzeichnungen zu Hektor reichen bis zu seiner Entdeckung im Jahr 1907 zurück; Lichtkurvenbeobachtungen wurden bei Hektor seit 1957 durchgeführt.

## Bahneigenschaften
S/2006 (624) 1 umkreist Hektor in einer sehr elliptischen Umlaufbahn in 957,5 Kilometer mittlerem Abstand (ca. 10,4 Hektor- bzw. etwa 159,6 Skamandrios-Radien) zu dessen Zentrum. Die Bahnexzentrizität beträgt 0,31 und die Bahnneigung etwa 45°, was für einen Asteroidenmond im Vergleich zu den Monden des Hauptgürtels eher ungewöhnlich ist. Die bizarre Umlaufbahn des Mondes und deren Stabilität aufgrund Hektors elongierter Form ist noch nicht ganz verstanden, doch wiesen neuere Untersuchungen darauf hin, dass sie über Millionen von Jahren hinaus stabil ist.
Skamandrios umkreist Hektor in 2 Tagen, 23 Stunden und 9,7 Minuten, was 1485,9 Umläufen in einem Hektor-Jahr (rund 12,06 Erdjahre) entspricht. Umgekehrt lässt sich sagen, dass ein Umlauf von Skamandrios 10,283 Hektor-Tage dauert.

## Physikalische Eigenschaften
Es ist möglich, dass viele Trojaner-Asteroiden Planetesimale sind, die während der äußeren Migration der Riesenplaneten in den Lagrange-Punkten des Jupiter-Sonne-Systems vor 3,9 Milliarden Jahren eingefangen wurden.
Hektor besitzt eine längliche Form, doch ist die genaue Gestalt unklar. Zunächst ging man von einer ellipsoiden Form aus, aufgrund Hektors schneller Rotation von knapp 7 Stunden. Neuere Beobachtungen der Lichtkurven wiesen auf eine eher keulen- oder hantelförmige Form des Hauptkörpers hin (vgl. dazu auch (216) Kleopatra mit deren Monden Cleoselene und Alexhelios), was wiederum auf eine Verschmelzung zweier Ur-Komponenten hindeutet; der Mond könnte ein Bruchstück der vergleichsweise langsamen Kollision zweier eisiger Asteroiden sein, die das Hektor-System formte. Diese Theorie wird durch die ungewöhnliche Umlaufbahn von Skamandrios gestützt.
Die angenommene Dichte des Systems ist mit dem Patroclus/Menoetius-System vergleichbar, doch angesichts der Unterschiede der physikalischen Eigenschaften (Hektor zählt zu den D-, Patroclus zu den P-Typ-Asteroiden) und des reflektierten Spektrums könnten beide Systeme eine unterschiedliche Zusammensetzung und Ursprung haben.